# Bandera hueca: historia del movimiento homosexual de Chile
Bandera hueca: historia del movimiento homosexual de Chile es un libro de 2008 escrito por el periodista y activista LGBT Víctor Hugo Robles. Es la primera publicación chilena que narra la historia de la diversidad sexual en el país desde 1973 hasta inicios del siglo xxi.
El libro tiene su origen en la tesis Historia política del movimiento homosexual chileno, presentada por Víctor Hugo Robles para obtener el título de periodista en la Universidad ARCIS en noviembre de 2000; en la defensa de tesis estuvieron presentes representantes del Movimiento Unificado de Minorías Sexuales (MUMS), Lambda News, la Coordinadora Lésbica y la Agrupación «Viviendo con el virus VIH».
El título del libro hace referencia a una manifestación realizada por Robles el 4 de mayo de 1996, durante el XXV Congreso del Partido Socialista de Chile, que contaba con la presencia de la ex primera dama de Francia, Danielle Mitterrand, y en la que el activista entregó una carta y desplegó una bandera chilena con un agujero en el centro. Entre los hechos narrados en Bandera hueca se encuentran la primera protesta de la diversidad sexual en Santiago de Chile el 22 de abril de 1973, las primeras agrupaciones LGBT, los conflictos al interior de las organizaciones, y casos de discriminación como el sufrido por la jueza Karen Atala.
La primera edición del libro, editada por Cuarto Propio, fue lanzada en el teatro de la Universidad ARCIS el 22 de abril de 2008, al conmemorarse 35 años de la primera protesta LGBT en Chile; posterior a ello, los capítulos del texto fueron presentados en talleres realizados en el Movimiento Unificado de Minorías Sexuales durante mayo y junio, y en julio en el Consejo Nacional de la Cultura y las Artes de Valparaíso, en el marco de la Primera Feria del Libro Social. Una segunda edición actualizada y ampliada, editada por Siempre Viva Ediciones, fue presentada en el Archivo Nacional de Chile el 18 de julio de 2024.

## Recepción
El escritor y activista LGBT Juan Pablo Sutherland describe a Bandera hueca como «una radiografía, un corte, una lectura propia, una revuelta, intenta saldar una deuda impaga, es evidenciar esa invisibilidad ausente, es la resignificación de lugar, es devolver la mirada a aquel que mira con extrañeza, a ese que quiere normalizar con la mirada fija y opresiva del poder».
El libro generó una reacción negativa de parte del Movimiento de Integración y Liberación Homosexual, que difundió el 27 de mayo de 2009 un documento titulado Necesarias Precisiones del MOVILH sobre el libro Bandera Hueca y en la que acusaba a Robles de «perverso», «malicioso» y «visceral» y señalaba que en el texto «se describieron dañinos, falsos, discriminatorios y descontextualizados hechos sobre la historia del MOVILH, nuestra historia, y sobre algunos de nuestros activistas». Como respuesta, Víctor Hugo Robles señaló que reafirmaba los relatos periodísticos, históricos y biográficos publicados en el texto.